# Gendarmería Nacional de Malí
La Gendarmería Nacional de Malí es una fuerza militar de seguridad pública en Malí. Sus misiones son similares a las de la Gendarmería Nacional Francesa. El cuerpo fue creado el 17 de septiembre de 1960, e incluía en 2010 a 4.646 gendarmes, suboficiales y oficiales.

## Historia

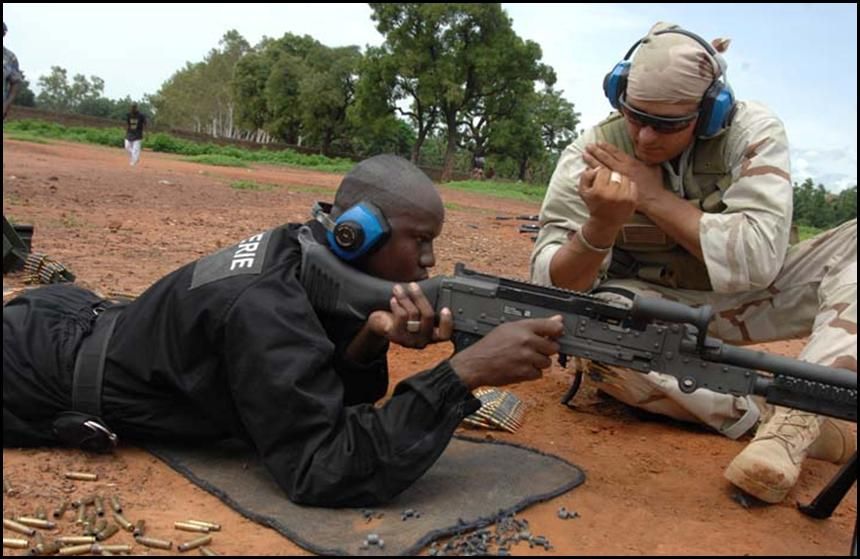
Un agente de la Gendarmería maliense entrenando.

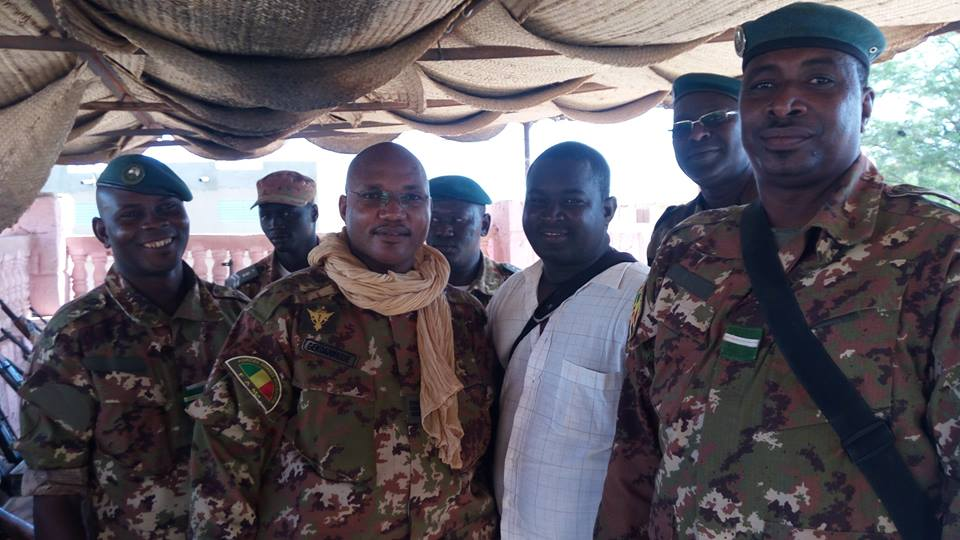
Agentes de la Gendarmería de Malí.

La Gendarmería maliense fue creada el 17 de septiembre de 1960 a partir de una organización iniciada en julio de 1960, la Gendarmería contaba en los años 1960 con una plantilla de 540 soldados. La Gendarmería ha sufrido varios cambios estructurales. El último, en 1999, supuso la transformación de su plantilla en una dirección general. Al igual que sus hermanas africanas, la Gendarmería Nacional de Malí nació de las cenizas de la Gendarmería colonial francesa. Cuando la Federación de Malí obtuvo su independencia en 1959, existía una Gendarmería Federal que, tras la desintegración de la Federación en 1960, se convirtió en la Gendarmería Nacional de Malí. Al abandonar la dirección francesa, el teniente Balla Koné fue nombrado, el 1 de septiembre de 1960, comandante del cuerpo de la Gendarmería Nacional de Malí.

## Misiones
Gendarmes malienses desplegados en el norte de Malí como parte de la lucha contra los grupos terroristas armados. La Gendarmería tiene una función tanto judicial como administrativa, una función de participación en la defensa nacional y en la policía militar (preboste) y finalmente, puede ponerse a disposición de los tribunales de justicia. Mientras que la Policía de Malí es responsable de patrullar las ciudades, la Gendarmería es la responsable de patrullar las zonas rurales y las áreas escasamente pobladas.

## Organización
La gendarmería es uno de los cuatro componentes de las Fuerzas Armadas de Malí. Los gendarmes pueden estar bajo la responsabilidad de tres ministerios, del ministerio defensa, del que dependen las fuerzas asignadas al preboste y la defensa operativa del territorio, del ministerio de seguridad, del que dependen las brigadas territoriales, y finalmente, del ministerio de justicia.